# Rhynchina incurvata
Rhynchina incurvata är en fjärilsart som beskrevs av Moore 1882. Rhynchina incurvata ingår i släktet Rhynchina och familjen nattflyn. Inga underarter finns listade.